# Reidsville (Georgia)
Reidsville is een plaats (city) in de Amerikaanse staat Georgia, en valt bestuurlijk gezien onder Tattnall County.

## Demografie
Bij de volkstelling in 2000 werd het aantal inwoners vastgesteld op 2235.
In 2006 is het aantal inwoners door het United States Census Bureau geschat op 2429, een stijging van 194 (8.7%).

## Geografie
Volgens het United States Census Bureau beslaat de plaats een oppervlakte van
20,0 km², waarvan 19,9 km² land en 0,1 km² water.

## Plaatsen in de nabije omgeving
De onderstaande figuur toont nabijgelegen plaatsen in een straal van 24 km rond Reidsville.